# Diquat
Diquat er ISO-betegnelsen for en ionisk forbindelse, der som et salt er forbundet med andre ioner, så som brom- eller klorion. Stoffet bruges som et kontaktukrudtsmiddel, som skaber udtørring og afløvning af de ramte planter. Diquat er ikke længere godkendt til brug inden for EU, selv om der stadig gives dispensation af de danske myndigheder. Se også dispensationsordningen for brugen af stoffet pyraflufen-ethyl ved nedvisning af kartoffeltop. 

## Fremstilling
Pyridin bliver ved iltning over en opvarmet katalysator (”Raneynikkel”) forbundet med 2,2'-bipyridin. ætylenbroen dannes ved en reaktion med 1,2-dibromætan.

## Historie
Diquats evner som ukrudtsmiddel blev opdaget hos ICIs laboratorier i 1955. De første forsøg på at bringe stoffet i handlen som middel mod bredbladet ukrudt drejede sig om evnen til at bekæmpe enårigt ukrudt, mens følgeskader på kornafgrøder var forholdsvis mindre. Men ICIs auxinbaserede midler, herunder MCPA, var mere selektive, og derfor var brugen af diquat til det nævnte formål ikke tillokkende. I stedet blev diquat kombineret med brugen af specialiseret, mekanisk udstyr, der var ved at blive almindeligt i 1950’erne ved høsten af afgrøder som f.eks. kartofler. Det var en bekymring, at netop den anvendelse af stoffet kunne forårsage sortråd (som skyldes svampen Alternaria radicina), men man udviklede regler, som klarede dette problem, og stoffet blev sat til salg som middel til udtørring af kartoffeltoppe i 1961.
Fra midten af 1960’erne blev brugen af diquat udvidet til førhøst nedvisning af oliefrøplanter som solsikke, hør, bomuld og soya. Patentet på den aktive ingrediens er udløbet i alle lande.

## Virkemåde
Når man bruger stoffet som ukrudtsmiddel hæmmer stoffet fotosyntesen. Hos lysudsatte planter tager stoffet en elektron fra fotosystem I (helt præcist fra ferredoxin) og danner dets grønne kation:
[diquat]2+ + e− → [diquat]+.
Elektronen bliver så overført til O2 hvorved der dannes ødelæggende iltforbindelser. Når disse forbindelser opstår, gendannes diquat, og det er igen klar til at pumpe elektroner ud af fotosystem I og genstarte kredsløbet.

## Salgsvaren
Diquat bliver udelukkende stillet til rådighed for slutbrugerne i færdigt opblandet form. Da stoffet har en ekstremt høj opløselighed i vand, indeholder moderne salgsprodukter op til 40 % af det aktive dibromidsalt.

## Anvendelse
Ethvert stof, der ønskes brugt som bekæmpelssmiddel, skal godkendes til brug efter et bestemt angivet formål Der er desuden n række krav, som den konkrete handelsvare skal opfylde. Det drejer sig om
- Regler for etikettering og brugsanvisning
- Klassificering i forhold til fare ved brug af midlet
- Angivelse af førstehjælp
- Angivelse af godkendelsestypen
- Afgrænsning af, hvem der tillades at bruge midlet
- Hvilken produktgruppe og -type midlet klassificeres som[9]

Inden for EU gælder der en procdure i 2 trin:
1. 1. Før en handelsvare kan godkendes til salg som bekæmpelsesmiddel skal det aktive stof være godkendt til brug inden for Unionens område.
2. 2. Når den godkendelse foreligger, skal producenten søge godkendelse hos hver enkelt medlemsstat, hvor midlet ønskes forhandlet.

I sidste ende er brugen af midlet underkastet et overvågningsprogram, som skal sikre, at eventuelle restkoncentrationer af stoffet er under de grænseværdier, som er besluttet af Den Europæiske Fødevaresikkerhedsautoritet. Selv om diquat har været brugt i mange europæiske lande siden 1960’erne, har et Eudirektiv fjernet godkendelsen af ethvert brug at dette middel siden den 12. oktober 2018. Miljøstyrelsen har dog godkendt diquat til brug i Danmark ved en national dispensation, som bygger på, at stoffet skal bruges i meget lav dosis. 

Diquat er et usædvanligt ukrudtsmiddel, for det bruges sjældent mod uønsket vegetation, men i stedet til nedvisning af færdige afgrøder. På den måde bliver det lettere at høste afgrøden særligt med mekaniserede høstmetoder, og tidsforbruget til høstatbejdet nedsættes. På den måde kan landmanden høste tidligere og det nedsatte vandindhold i afgrøden, noget der især er væsentligt i forbindelse med frøafgrøder. Når diquat bruges til ukrudtsbekæmpelse, skal ukrudtsplanterne være i vækst, og midlet skal helst bringes ud, når der forventes kraftigt solskin, sådan at midlets blokerende virkning på plantens fotosyntese for størst mulig effekt. Til dette formål er det derfor hurtigt virkende i sollys, men dog mere effektivt på bredbladet ukrudt end på græsser. Det er også muligt at blande diquat med andre ukrudtsmidler. Det skønnede forbrug af diquat I USAs landbrug vises på kort fra US Geological Service.
Bortset fra landbrugsformål bruges diquat også til bekæmpelse af invasiva arter som f.eks. vanddækket vegetation i Californien.

## Sikkerhedsregler
Diquatdibromid er moderat giftigt. Det kan være livsfarligt, hvis man synker det, inhalerer det eller optager det gennem huden i store mængder. Dets kroniske, virkninger på nervesystemet er blevet undersøgt.
Verdenssundhedsorganisationen (WHO) and Organisationen for fødevarer og landbrug (FAO) har på et fælles møde om dette middel konstateret, at den akceptable, daglige dosis for diquat (i ionform) er 0-0,006mg/kg legemsvægt pr. dag, med en akutdosis på 0,8mg/kg legems-vægt. Databasen Codex alimentarius, som vedlige-holdes af FAO, bringer en liste over det maksimale, faglige indtag af diquat i forskellige fødevarer.

## Miljøpåvirkninger
Diquat bindes stærkt til mineralske og organiske partikler i jord og jordvand, hvor stoffet bliver hængende uden at nedbrydes ret meget over flere år. Men bundet til ler, er diquat biologisk inaktivt I de koncentrationer, der typisk finds i dyrket jord. De regulerende myndigheder i verdens forskellige lande bedømmer de kendte faremomenter, risici og miljøpåvirkninger og sammenholder det med de kendte fordele for forbrugeren.

## Salgsnavne
Efter international aftale og i mange lande også ved lov, skal bekæmpelsesmidlernes etiketter oplyse det gængse navn på det aktive stof. Disse navne er ikke forbeholdt ejerens patent eller stoffets handelsnavn, og derfor er de den letteste måde for ikke-eksperter at omtale individuelle kemikalier på. Firmaer, der sælger bekæmpelsesmidler, burger normalt et slagsnavn, der gør det muligt for dem at skelne deres eget produkt fra konkurrerende produkter med samme, aktive ingrediens. Ofte bruges dette salgsnavn i et bestemt land eller om en speciel vare, og på den måde kan der efter nogle år være mange forskellige salgsnavne for et og samme, aktive stof. Situationen bliver endnu mere kompliceret, når et firma giver andre licens til stoffet, hvad der ofte sker. Licenshaveren vil normal ønske at skabe sig et sæt salgsnavne, som kan bruges i reklamer eller i salgsfremstød over for kunderne. I tilgift kan de ønske at blande licensproduktet med med deres egne materialer, og de vil sikkert skabe sig et nyt salgsnavn for denne blanding.
Derfor er det svært at skaffe en dækkende liste over salgsnavne for produkter, der indeholder diquat i form af stoffets mange salte eller estere. Det oprindelige ICInavn var ”Reglone” og det navn bruges stadig af Syngenta. Andre navne omfatter “Aquacide”, “Dextrone”, “Preeglone”, “Deiquat”, “Spectracide”, “Detrone”, “Tribune” og ”Weedtrine-D”.
I Danmark vil de godkendte produkter med indhold af diquat findes i Bekæmpelsesmiddeldatabasen.

## Eksterne links
- Pubchem: U.S. National Library of Medicine Arkiveret 17. december 2019 hos  Wayback Machine